# Agnieszka Markowska
Agnieszka Markowska – polska naukowiec, chemik, doktor habilitowany nauk farmaceutycznych.

## Życiorys
Ukończyła I Liceum Ogólnokształcące im. Adama Mickiewicza w Białymstoku. W 1993 ukończyła studia na kierunku chemia na Filii Uniwersytetu Warszawskiego w Białymstoku. Od 1995 pracuje na Akademii Medycznej w Białymstoku. W 2001 pod kierunkiem dra hab. Andrzeja Różańskiego z Katedry Chemii Bioorganicznej obroniła na Akademii Medycznej im. prof. Feliksa Skubiszewskiego w Lublinie pracę doktorską pt. „Modelowanie, synteza i niektóre właściwości biologiczne karbocyklicznych analogów leksitropsyn z elementem bioredukowalnym” uzyskując stopień naukowy doktora nauk farmaceutycznych. W 2014 na podstawie osiągnięć naukowych i złożonej rozprawy „The Peptides Containing Arginine as Potential Urokinase Inhibitors. Synthesis and Biological Activity” uzyskała stopień naukowy doktora habilitowanego nauk farmaceutycznych.
Zatrudniona na stanowisku adiunkta w Zakładzie Chemii Organicznej UMB.